# اک-سای، چوی
اک-سای، چوی (به لاتین: Ak-Say, Chuy) یک منطقهٔ مسکونی در قرقیزستان است که در استان چوئی واقع شده‌است.

## خصوصیات
اک-سای ۱٬۰۲۰ متر بالاتر از سطح دریا واقع شده‌است.